# Constantin Antonescu
Constantin Antonescu (ur. 19 marca 1923 w Konstancy, zm. 1968) – rumuński strzelec, olimpijczyk, mistrz świata i medalista mistrzostw Europy.

## Kariera sportowa
Dwukrotny uczestnik igrzysk olimpijskich (IO 1956, IO 1960), na których wystąpił w 4 konkurencjach. Najlepsze miejsce osiągnął w swoim pierwszym olimpijskim starcie – zajął 5. pozycję w karabinie dowolnym w trzech postawach z 300 m, tracąc do podium 27 punktów.
Antonescu 2 razy stanął na podium mistrzostw świata. Dokonał tego na zawodach w 1958 roku. Został drużynowym wicemistrzem świata w karabinie małokalibrowym leżąc z 50 m (skład zespołu: Constantin Antonescu, Nicolae Dumitrescu, Petre Șandor, Iosif Sîrbu, Dinu Vidrașcu). Wywalczył również złoty medal indywidualnie w karabinie dowolnym stojąc z 300 m, zostając tym samym pierwszym rumuńskim strzelcem, który zdobył indywidualne mistrzostwo świata. 
Stał także na podium mistrzostw Europy. W 1959 roku został drużynowym wicemistrzem kontynentu w karabinie małokalibrowym klęcząc z 50 m.

## Wyniki

### Igrzyska olimpijskie
| Igrzyska       | Konkurencja                               | Wynik                           | Miejsce | Źródło |
| -------------- | ----------------------------------------- | ------------------------------- | ------- | ------ |
| Melbourne 1956 | Karabin dowolny, trzy postawy, 300 m      | 1101 pkt. (386–374–341)         | 5       | [ 1 ]  |
| Melbourne 1956 | Karabin małokalibrowy, trzy postawy, 50 m | 1147 pkt. (394–368–385)         | 18      | [ 4 ]  |
| Melbourne 1956 | Karabin małokalibrowy leżąc, 50 m         | 596 pkt. (100–100–98–99–100–99) | 9       | [ 5 ]  |
| Rzym 1960      | Karabin dowolny, trzy postawy, 300 m      | 1092 pkt. (379–362–351)         | 20      | [ 6 ]  |

### Medale mistrzostw świata
Opracowano na podstawie materiałów źródłowych:
| Mistrzostwa | Konkurencja                                  | Wynik     | Miejsce |
| ----------- | -------------------------------------------- | --------- | ------- |
| Moskwa 1958 | Karabin małokalibrowy leżąc, 50 m, drużynowo | 1959 pkt. |         |
| Moskwa 1958 | Karabin dowolny stojąc, 300 m                | 367 pkt.  |         |

### Medale mistrzostw Europy
Opracowano na podstawie materiałów źródłowych:
| Mistrzostwa           | Konkurencja                                    | Wynik | Miejsce |
| --------------------- | ---------------------------------------------- | ----- | ------- |
| Brescia/Mediolan 1959 | Karabin małokalibrowy klęcząc, 50 m, drużynowo | ?     |         |